# 子連れ狼 三途の川の乳母車
『子連れ狼 三途の川の乳母車』（こづれおおかみ さんずのかわのうばぐるま）は、1972年4月22日公開の日本映画。勝プロダクション製作、若山富三郎主演の映画版『子連れ狼』の第2作。第1作『子を貸し腕貸しつかまつる』のヒットにより、前作と同じく勝プロダクションで製作、東宝配給で1972年ゴールデンウィーク興行を担った。

## あらすじ
冥府魔道に堕ち、一殺五百両の刺客道を歩む拝一刀とその子・大五郎。一方、明石柳生の女当主・鞘香は公儀探索人・黒鍬衆の頭である小角と謀り一刀親子の命を狙っていた。鞘香は女武芸者の集団である別式女たちを送り込み、小角率いる黒鍬衆も一刀親子に襲い掛かる。
辛くも別式女・黒鍬を全滅させた一刀は四国・阿波藩より刺客依頼を受けた。「阿波藩の存亡の鍵を握る男が江戸へ護送される。その男を斬って頂きたい。」しかしその護送には『弁天来』と呼ばれ怖れられる凄腕の公儀護送人・左弁馬、天馬、来馬の三兄弟がついていた。
依頼を果たすべく、刺客・子連れ狼は砂丘で弁天来一行を待ち受ける。

## スタッフ
- 製作：勝新太郎、松原久晴
- 原作：小池一雄、小島剛夕
- 脚本：小池一雄
- 監督：三隅研次
- 助監督：小林千郎
- 撮影：牧浦地志
- 音楽：桜井英顕
- 美術：内藤昭
- 録音：林土太郎
- 照明：美間博
- 編集：谷口登司夫

## 出演者
- 拝一刀：若山富三郎
- 柳生鞘香：松尾嘉代
- 左弁馬：大木実
- 黒鍬小角：小林昭二
- 左来馬：岸田森
- 左天馬：新田昌玄
- 平野市郎兵衛：松本克平
- 三次：江波多寛児
- 拝大五郎：富川晶宏
- 別式女お時：鮎川いづみ
- 別式女お近：笠原玲子
- 別式女お蓮：池田幸路
- 別式女お葉：三島ゆり子
- 別式女お陸：水原麻紀
- 別式女お紋：若山ゆかり
- 別式女お滝：正桐衣麻
- 別式女お甲：東三千
- 阿波藩家臣：平泉征、水上保広
- 山本一郎
- 阿波藩家臣：坂口徹
- 南条新太郎
- 西川ヒノデ
- 山岡鋭二郎
- 北野拓也
- 幕屋忠左衛門：原聖四郎
- 黒鍬十内：平沢彰
- 北川俊夫
- 池田謙治
- 岩尾正隆
- 出水憲司
- 伴勇太郎
- 藤川準
- 森内一夫
- 新関順司郎
- 城義光
- 三藤朝枝
- 高木峯子
- 古林千恵子

## 製作

### 脚本
小池一雄は「映画屋さんではとうてい思いつかない殺陣を随所に盛り込んだ。これぞ劇画映画の決定版」と述べた。

### 撮影
クライマックスの決闘シーンのロケは、1972年3月13、14日に静岡県浜松市の中田島砂丘で行われた。劇画タッチを出すため、若山はトランポリンを使って空中を飛んだ。

## 同時上映
『新兵隊やくざ 火線』
- 主演：勝新太郎／脚本：増村保造・東条正年／監督：増村保造
  - 第1作に引き続き若山の弟・勝主演作との二本立て[1]。